# Nitidula nigra
Nitidula nigra – gatunek chrząszcza z rodziny łyszczynkowatych i podrodziny Nitidulinae.
Gatunek ten opisany został po raz pierwszy w 1911 roku przez Charlesa F.A. Schaeffera.
Chrząszcz o ciele długości od 3,5 do 5 mm. Głowa jest brązowoczarna. Przedplecze jest brązowoczarne, czasem z ciemnordzawo prześwitującymi rozpłaszczeniami krawędzi bocznych. Przednia jego krawędź jest wklęsła, w związku z czym przednie kąty wystają ku przodowi. U samca punkty na dysku przedplecza są nieco gęściej niż u samicy rozmieszczone, a odległości pomiędzy mniejszymi z nich są głównie mniejsze niż ich średnice. U samicy punkty mniejsze oddalone są od siebie na dystanse równe średnicom, zaś punkty duże są pępkowate, mniejsze i rzadziej rozmieszczone niż u łyszczynki dwupunktowej, oddalone na dystanse równe kilku swoim średnicom. Przestrzenie międzypunktowe połyskują. Po bokach przedplecza rzeźba przybiera strukturę plastra miodu – obecne są tam bardzo duże, płytkie i gęsto rozmieszczone punkty pooddzielane wąskimi listewkami. Pokrywy są na wierzchołkach osobno zaokrąglone, ubarwione z brązowoczarno z czerwonobrązowymi epipleurami, czasem ciemnorudo rozjaśnione, zawsze pozbawione pomarańczowych czy rdzawych plam. Boczne krawędzie przedplecza i pokryw mają palisadę krótkich, słabo dostrzegalnych rzęsek.
Gatunek nearktyczny, rozmieszczony od Alaski po Iowę.